# الین مایلز
الین مایلز (انگلیسی: Elaine Miles) بازیگر بومی آمریکایی است که بیشتر به خاطر ایفای نقش مرلین ویرلویند در مجموعه‌های تلویزیونی افشای شمالی و فلورنس در آخرین بازمانده از ما شناخته می‌شود. او عضو رسمی قبایل متحد ذخیره‌گاه سرخپوستی امتلا است.